# Quo vadis, Domine?
Quo vadis, Domine?  лат.(изговор: Кво вадис, Домине) Куда идеш, Господе? (Свети Петар)

## Поријекло изреке
Према  легенди, када је св. Петар побјегао из римске  тамнице сретне  Исуса и упита га:
"Quo vadis, Domine?"
Куда идеш, Господе?
Он му одговори:
"Romam eo iterum crucifigi"
Идем у Рим да ме разапну.
Постиђен што бјежи, св. Петар се врати, тамо га ухвате и прибију на крст с главом окренутом на доље и тако мученички умре.

## Сјенкјевич о овом догађају
Познати пољски писац, нобеловац Хенрик Сјенкјевич,  у роману са истим насловом Quo vadis, описује овај догађај.

## Данашње значење
И данас се изговара када се хоће нагласити нечији погрешан пут!